# Mansarddach

Mansardsatteldach

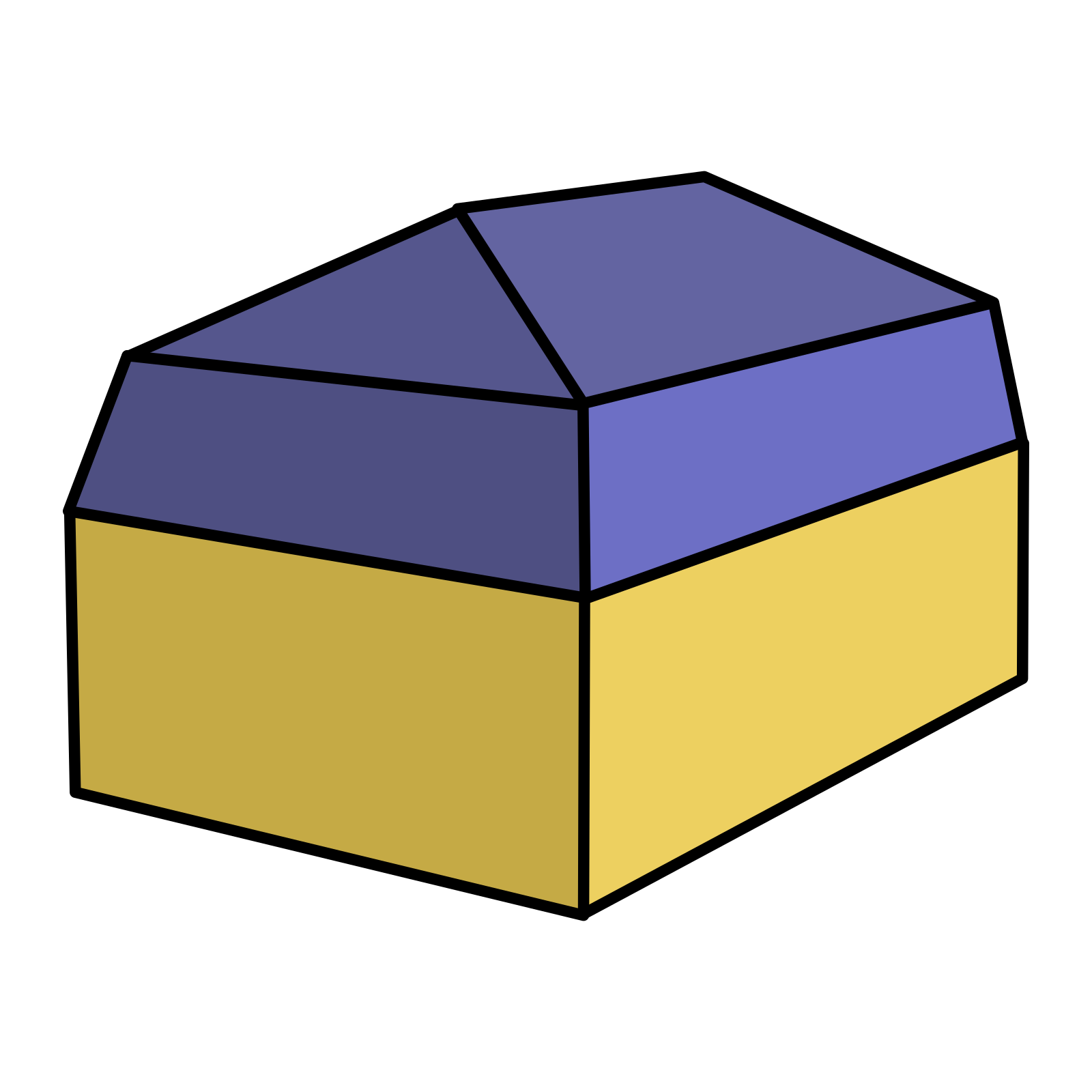
Mansardwalmdach

Das Mansarddach (auch Mansardendach, in der Schweiz auch Mansartdach) ist eine Dachform, die eine geknickte Dachfläche mit steilerem Unterdach und flacherem Oberdach aufweist.

## Bezeichnung und Entstehungsgeschichte
Die Bezeichnung „Mansarddach“ geht auf die französischen Architekten François Mansart (1598–1666) und dessen Großneffen Jules Hardouin-Mansart (1646–1708) zurück, die diese Art der Dachgestaltung in ihren zahlreichen Prunkbauten in Paris populär machten. Erfinder war jedoch der französische Renaissancearchitekt Pierre Lescot, der diese Dachform bereits im späten 16. Jahrhundert beim Louvre-Bau verwirklichte. Die später in deutschen Baufachbüchern des 18. Jahrhunderts zunächst verwendeten Begriffe waren „gebrochenes Dach“ oder „französisches Dach“.
In der Barockzeit traten Mansarddächer seit dem späten 17. Jahrhundert auch in Deutschland auf und waren hier – unterstützt durch Fachbücher von Architekturtheoretikern wie Johann Jacob Schübler – als modische Dachform vor allem im 18. Jahrhundert im herrschaftlichen- und Kirchenbau verbreitet, ebenso später bei Bauten im neobarocken Baustil des späten 19. Jahrhunderts.
Die funktionalen Vorteile der Mansarddächer bestehen in den größeren Nutzräumen des unteren Dachteils und der leichteren Anbringung von Fenstergauben, so dass dort u. a. auch einfacher Dachzimmer (Mansardenzimmer) eingebaut werden konnten.

## Konstruktion
Traditionelle Mansarddächer sind als Kehlbalkendächer (mit stehenden oder liegendem Stuhl) auch konstruktiv in ein steileres Unterdach und ein flacheres Oberdach geteilt, wobei die Sparrenneigung deswegen im Knickpunkt wechseln kann, weil dort der Kehlbalken oder ein längs laufendes Rähm als Zwischenauflager dient.
Konstruktiv einfacher sind als Pfettendächer gebildete Mansarddächer, bei denen die unterschiedlich geneigten Sparren an einer längs laufenden Mittelpfette aufliegen.
Der Knickpunkt des Mansarddaches wird in der Regel mit einem geringen Dachüberstand und Profilbrett ausgebildet.

Galerie: Dachkonstruktion
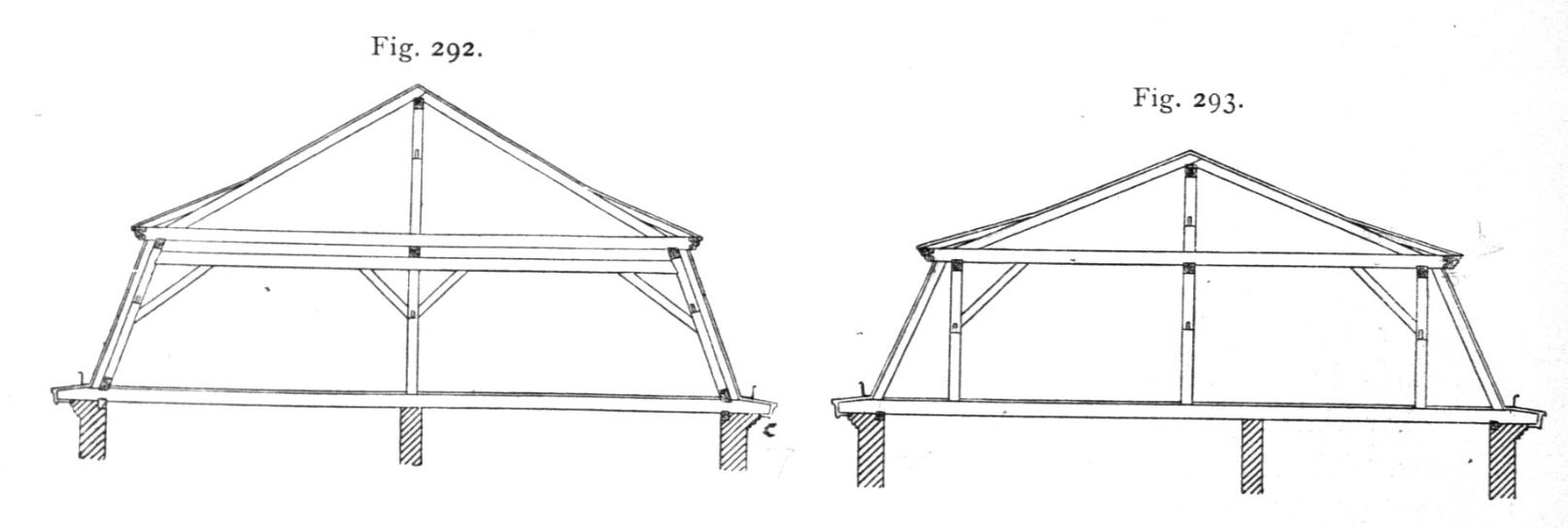
Konstruktionstypen der Mansarddächer: links mit liegendem Stuhl, rechts mit stehendem Stuhl (aus: Handbuch der Architektur, III, 2, 4, 1897, S. 116)
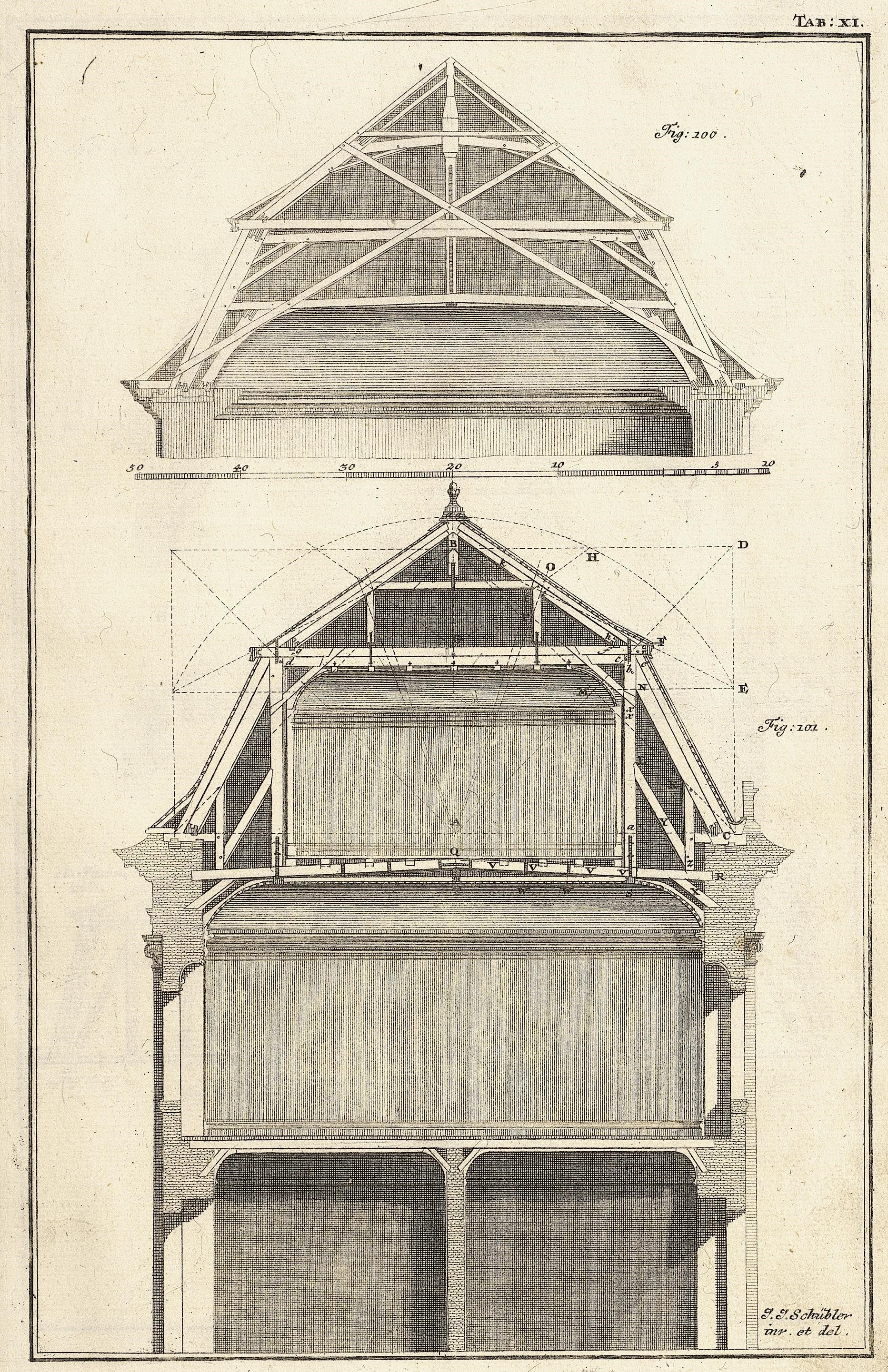
Konstruktions-Querschnitte weitgespannter barocker Mansarddächer über stützenfreien Räumen (Johann Jacob Schübler, 1731)
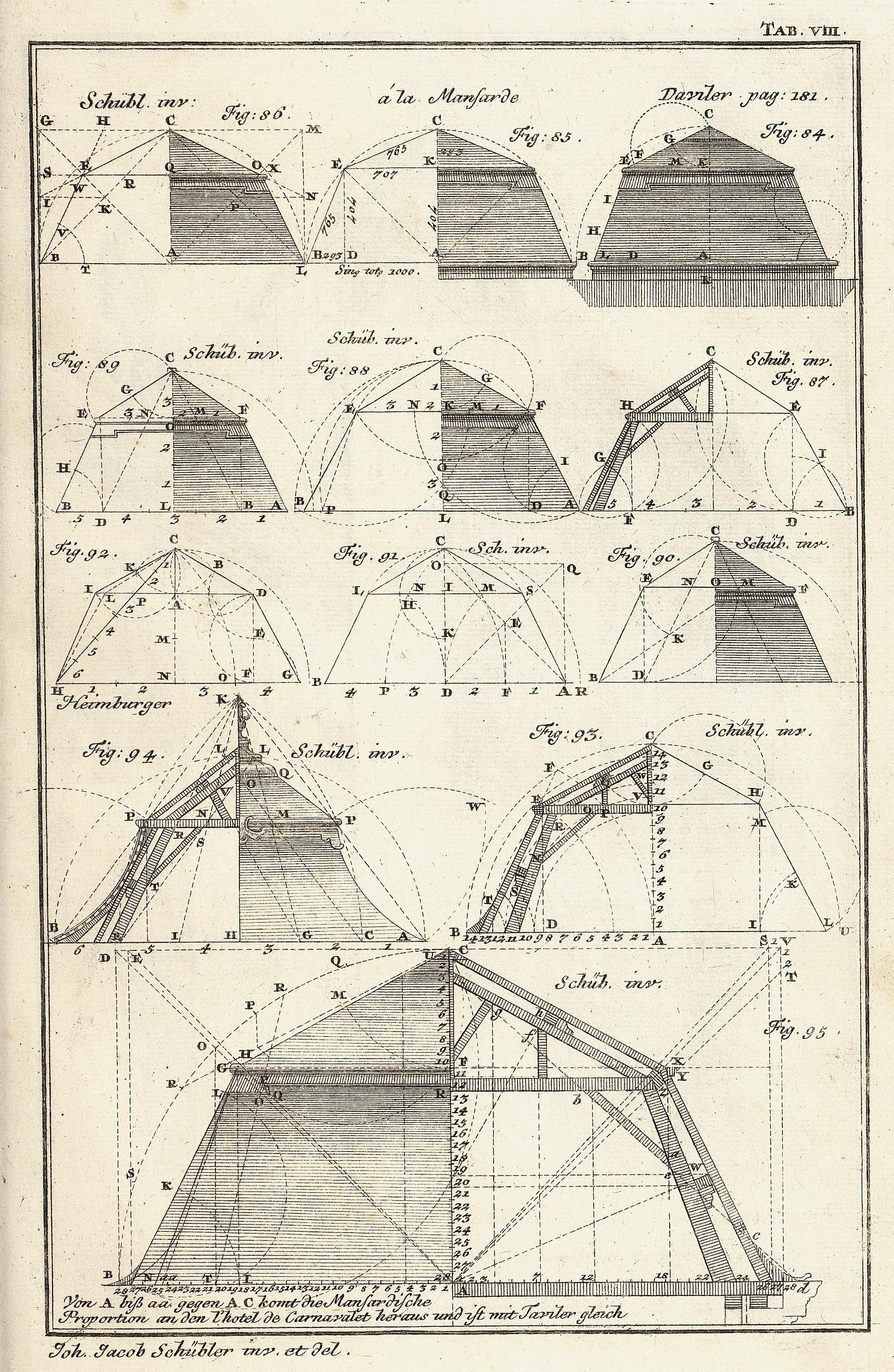
Proportionen barocker Mansarddächer (Johann Jacob Schübler, 1731)

## Architekturbeispiele

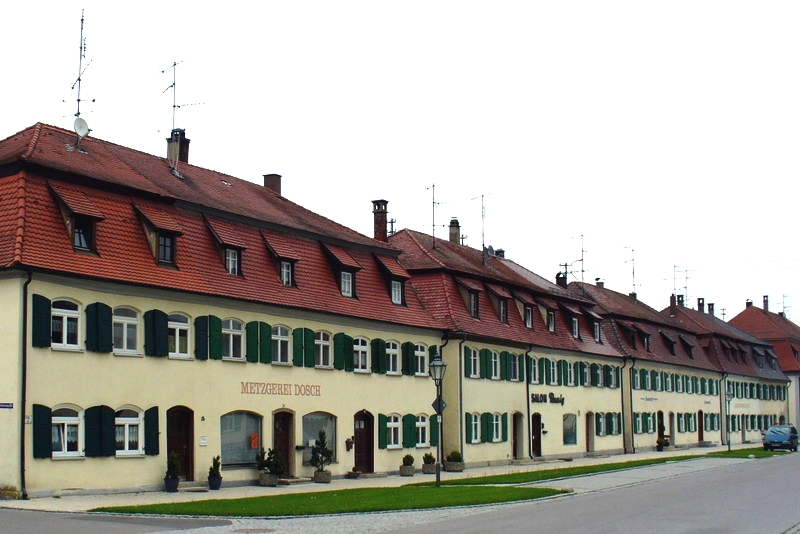
Mansardwalmdächer in Oberdischingen
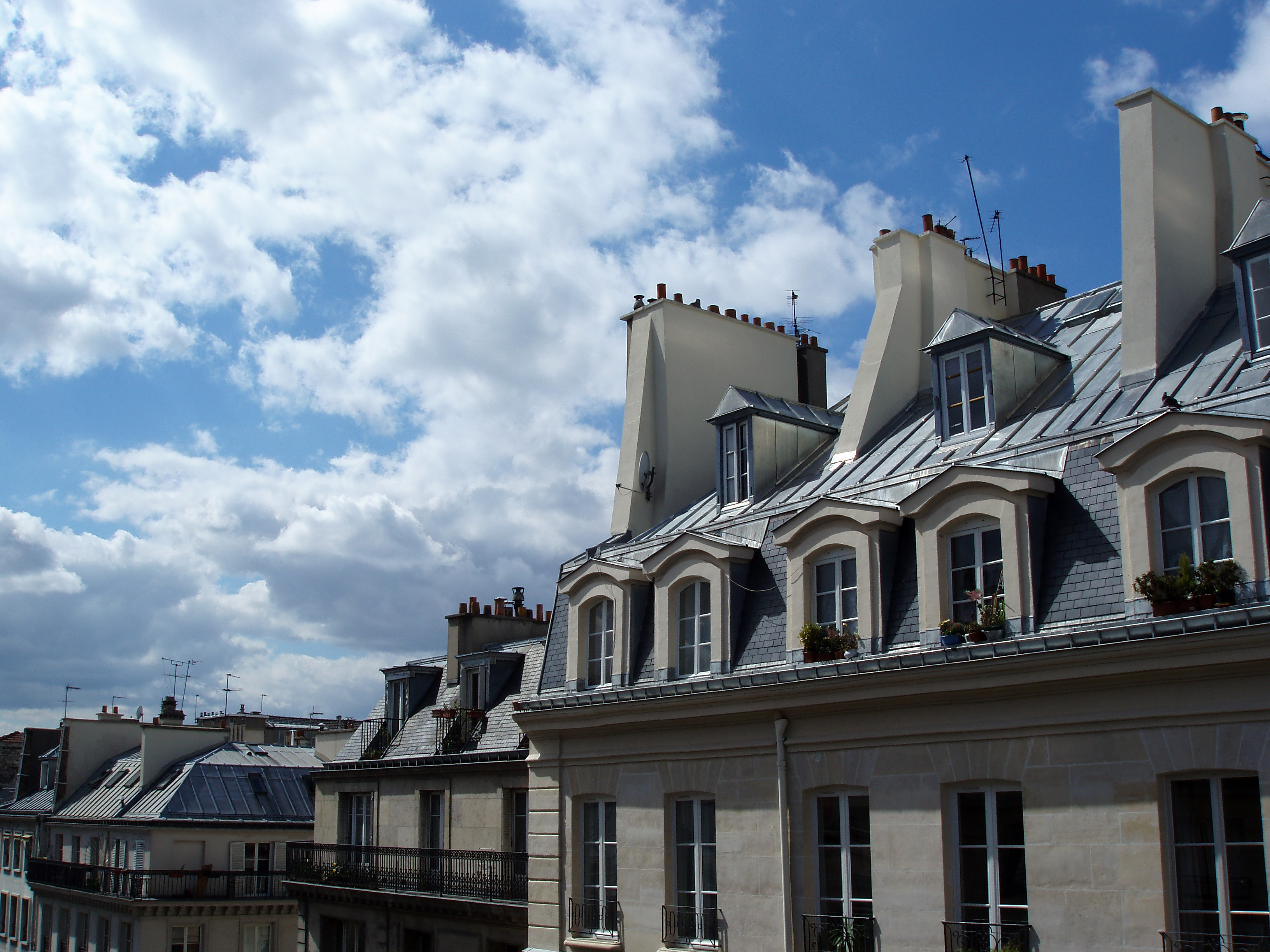
Ausgebaute Mansarddächer in Paris
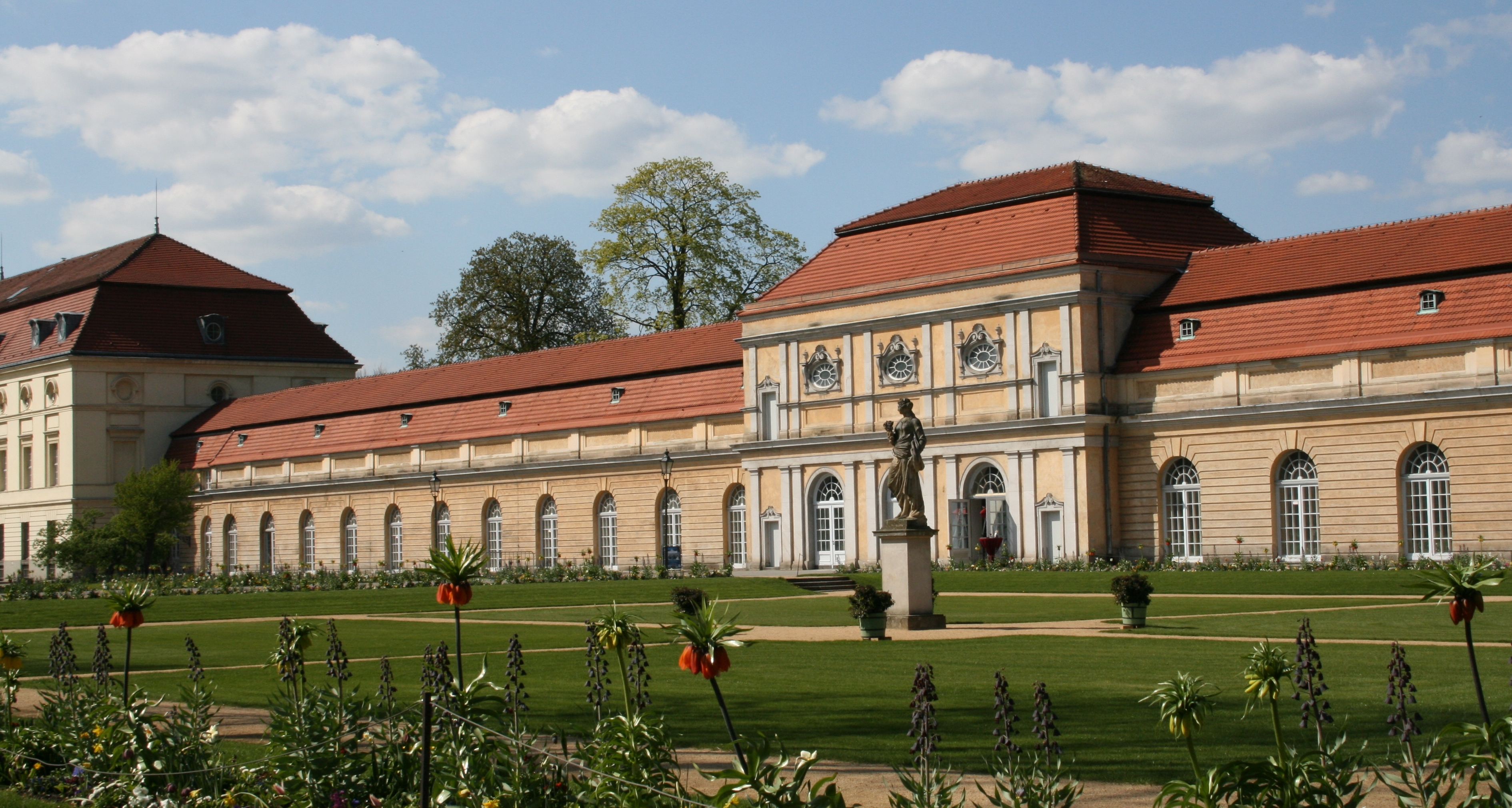
Orangerie von Schloss Charlottenburg
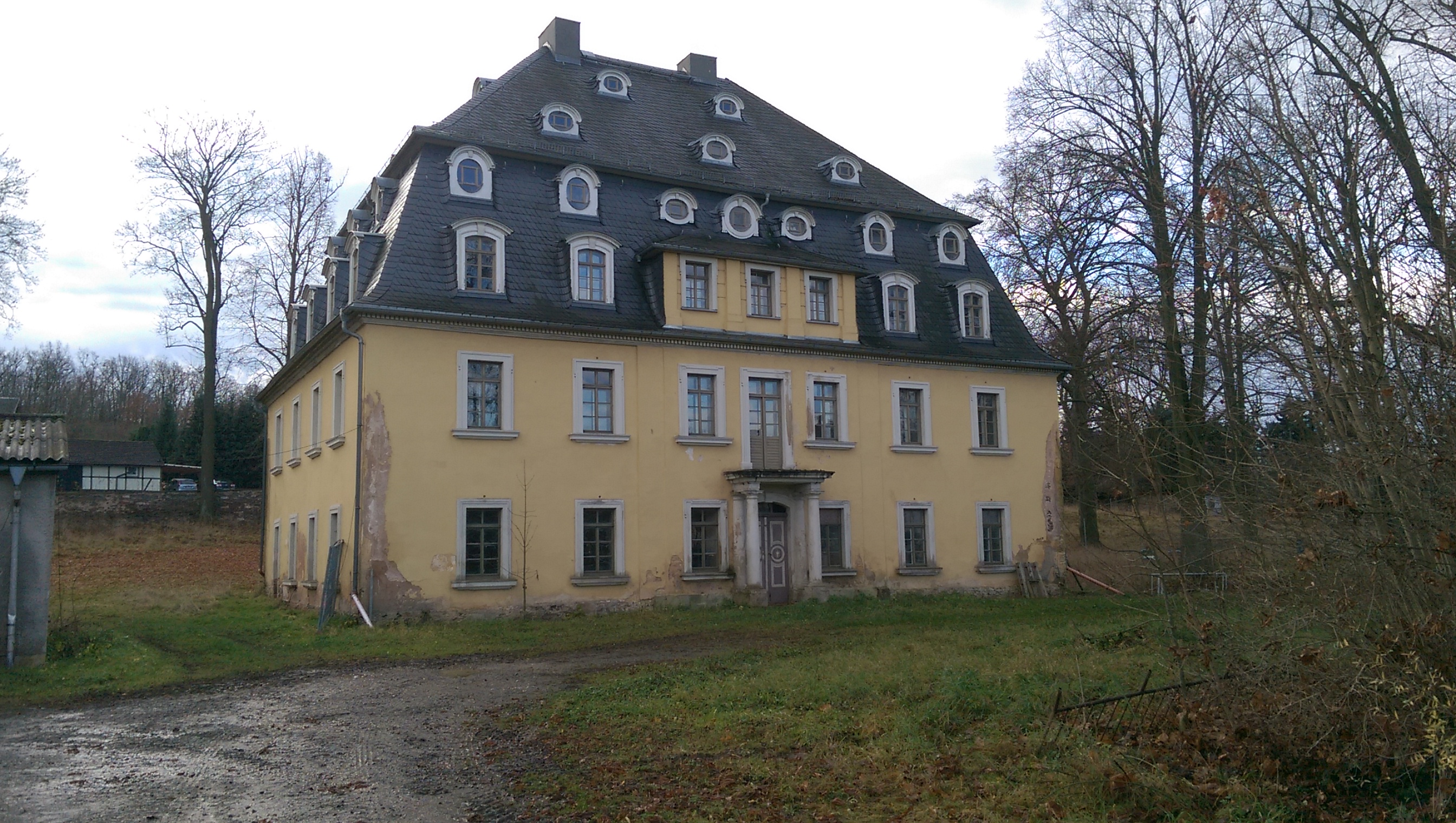
Viergeschossiges Mansardwalmdach am Schloss Burkersdorf
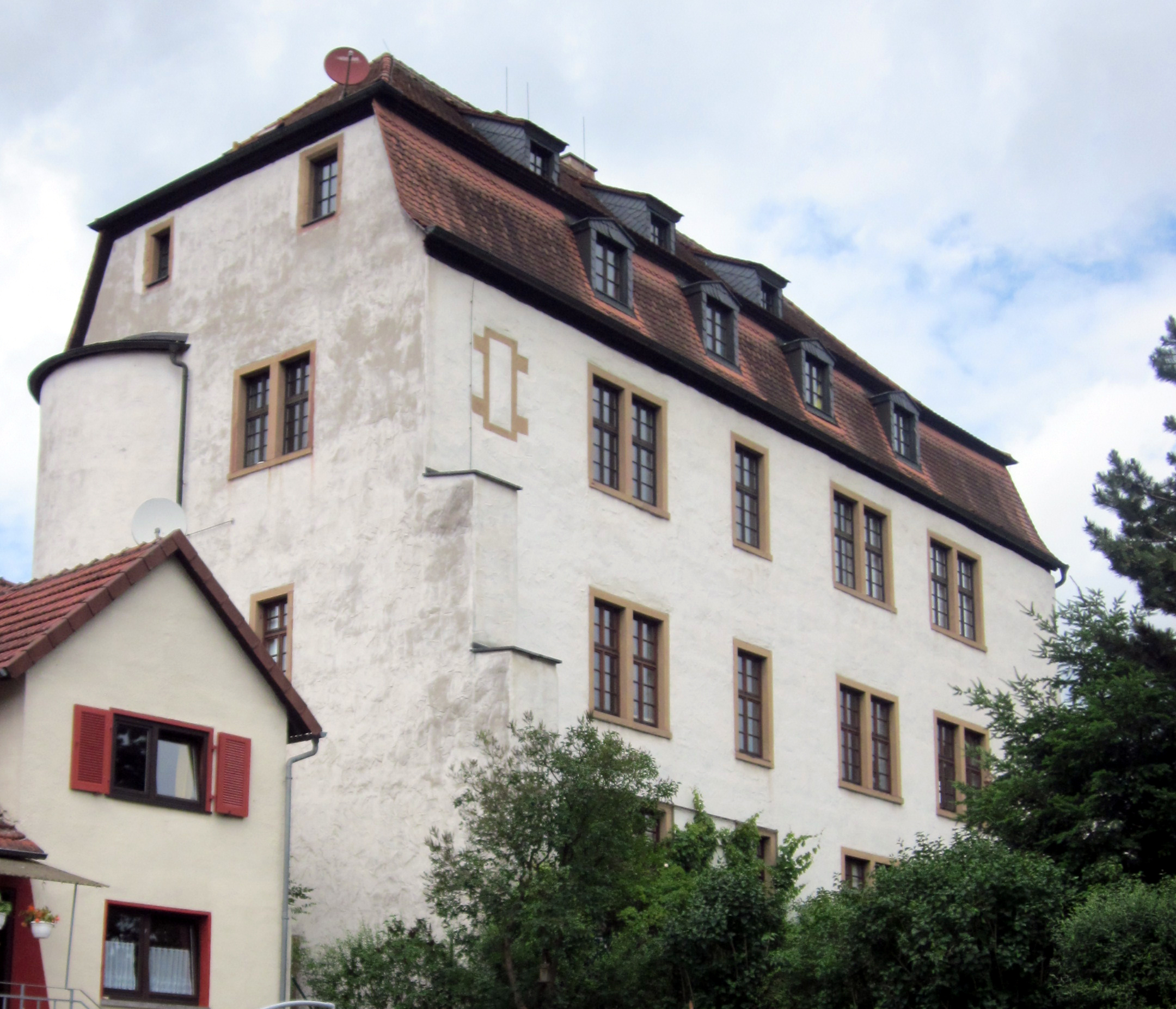
Mansarddach mit Krüppelwalm an der Huttenburg Altengronau
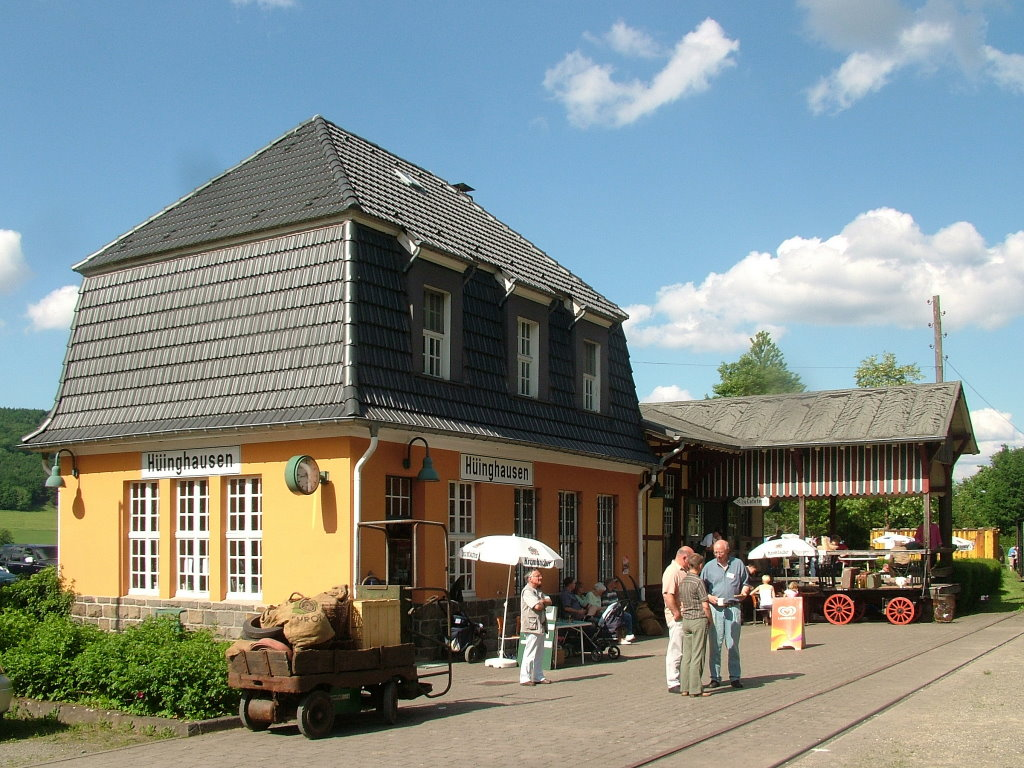
Mansardwalmdach am Bahnhof Hüinghausen
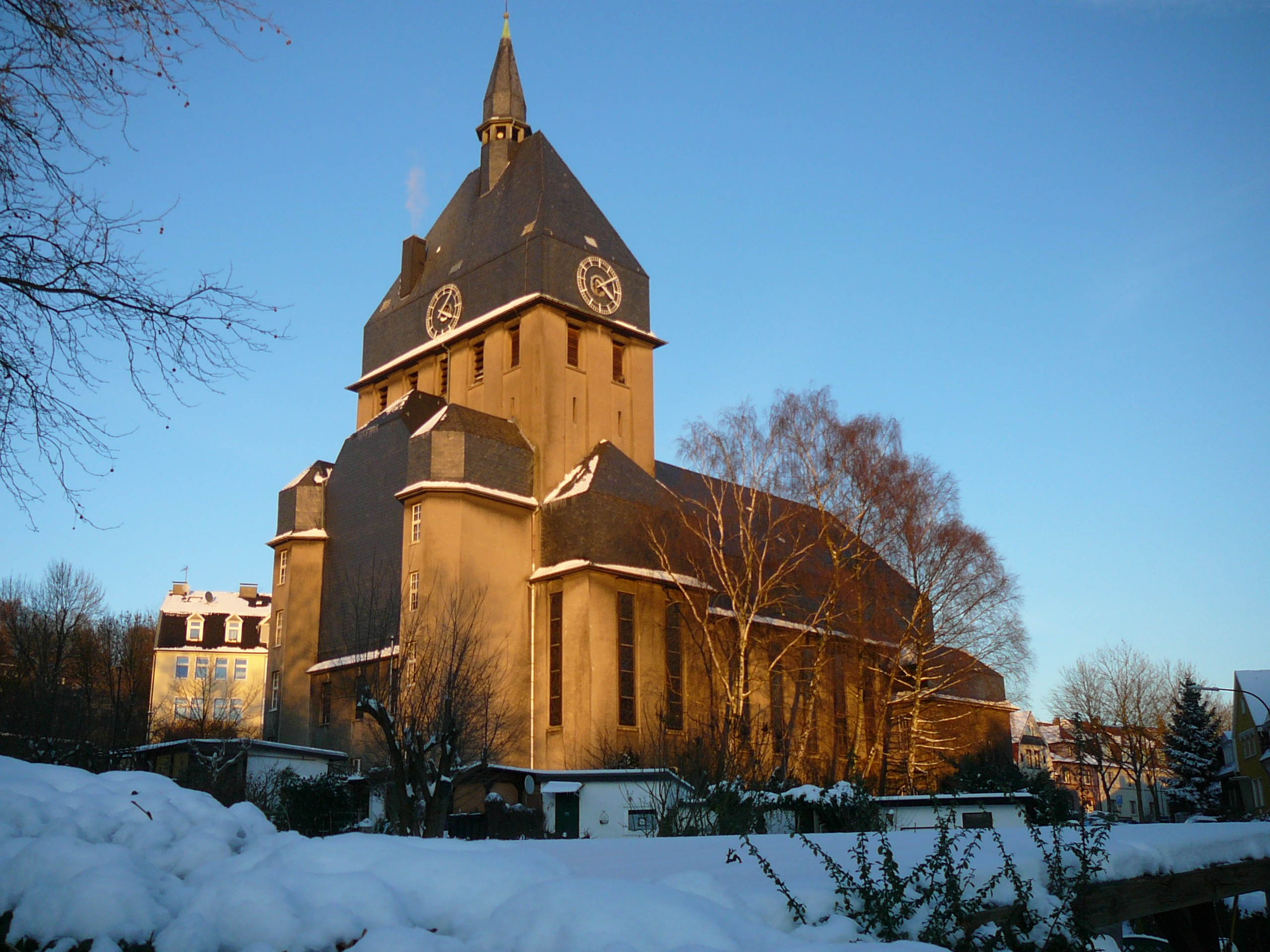
Monumental wirkende Mansarddächer der Erlöserkirche in Wuppertal-Wichlinghausen
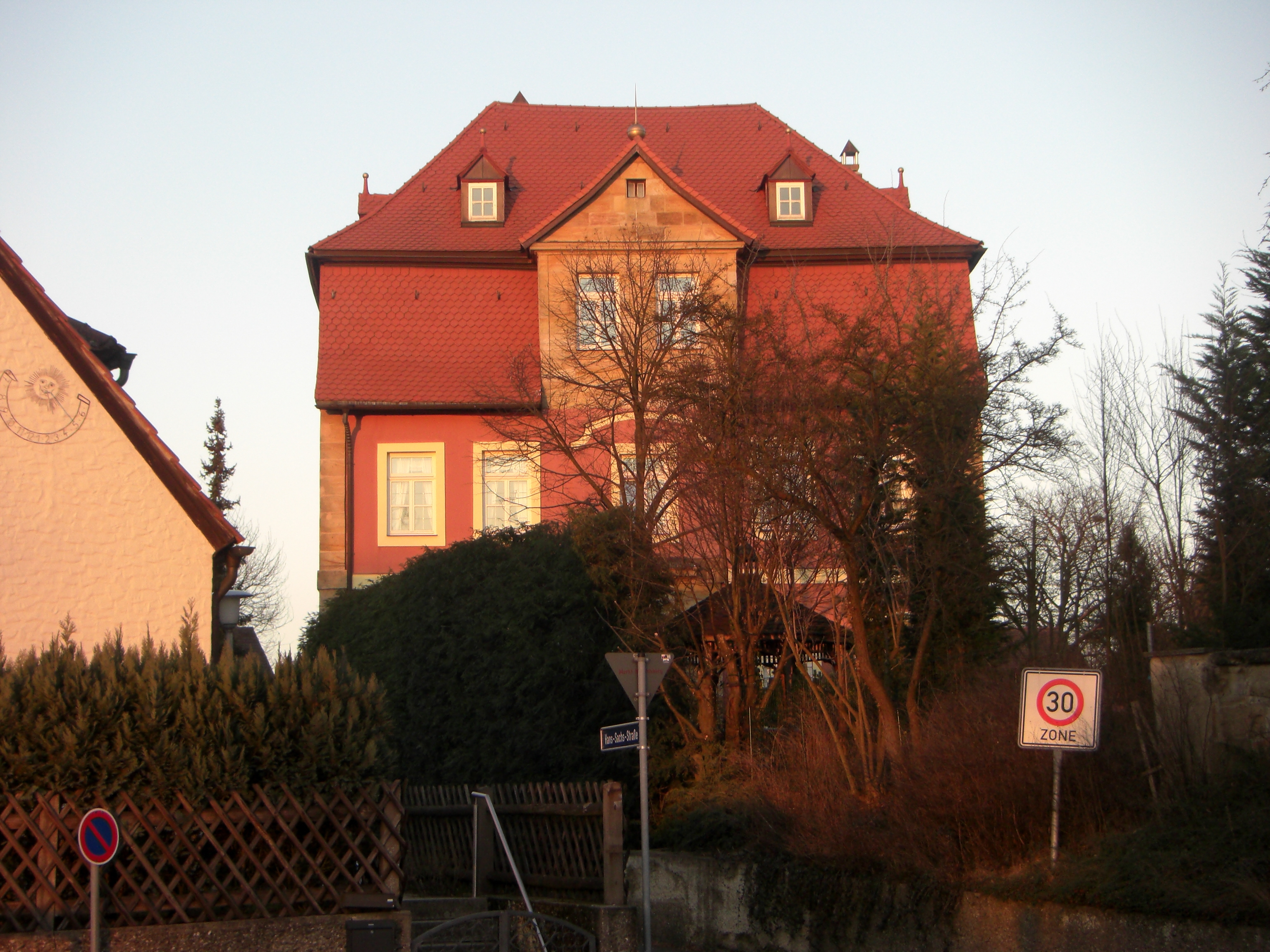
Mansarddach mit hochgezogenem Zwerchgiebel am Gelben Schloss in Heroldsberg